# Pustynia Pstra

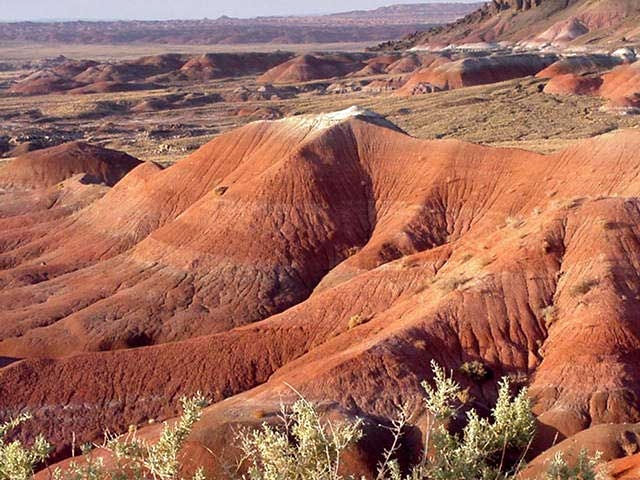
Pustynia Pstra

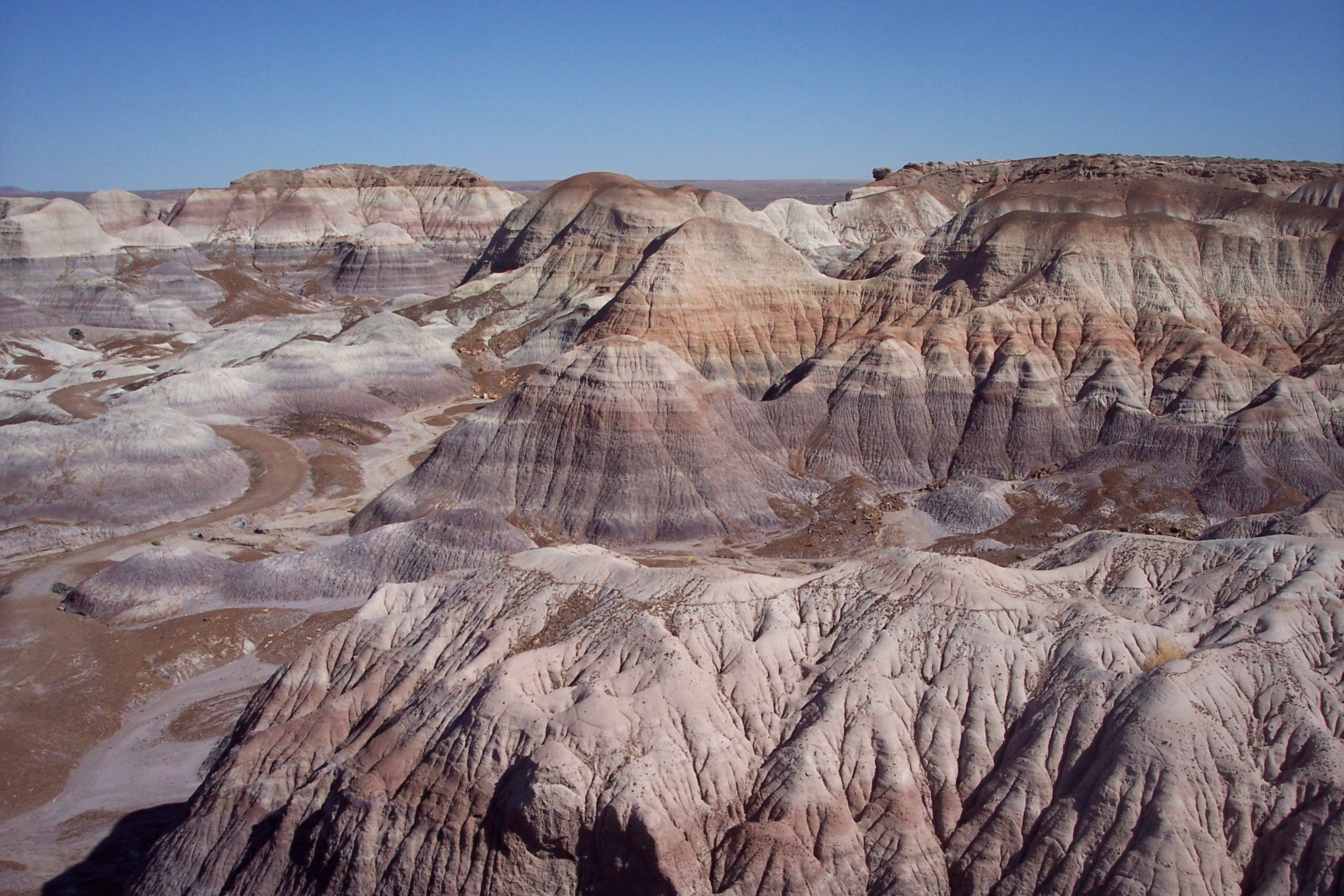
Formacja Blue Mesa w Parku Narodowym Skamieniałego Lasu

Pustynia Pstra (ang. Painted Desert) – półpustynia w amerykańskim stanie Arizona na Wyżynie Kolorado. Rozciąga się od Parku Narodowego Wielkiego Kanionu do Parku Narodowego Skamieniałego Lasu na północnym brzegu rzeki Małe Kolorado. Na jej terenie znajdują się rezerwaty Indian plemion Hopi i Navaho.
Nazwa pustyni, po raz pierwszy wprowadzona w 1858 roku przez Josepha Ivesa, żołnierza, botanika i eksploratora Arizony, pochodzi od powszechnych, zalegających płytowo formacji skalnych o jaskrawych kolorach, głównie czerwonych, pomarańczowych, żółtych i szarych. 
Około 200 mln lat temu Pustynia Pstra była szeroką, bagnistą równiną zalewową. Zalewy pozostawiły po sobie warstwy mułu, żwiru i popiołów wulkanicznych, z których powstały piaskowce i łupki. Później tereny te zalało duże morze a następnie, około 65 mln lat temu, obszar Pustyni Pstrej został wypiętrzony podczas ruchów górotwórczych, które utworzyły Góry Skaliste. Pustynia leży na średniej wysokości 1825 m n.p.m. (od 1370 do 1980 m n.p.m.). Obecnie na jej terenie znajdują się liczne skamieniałości z okresu triasu, między innymi liczne egzemplarze skrzemieniałego drewna, z których znany jest Park Narodowy Skamieniałego Lasu.
Na pustyni panują bardzo trudne do życia warunki klimatyczne. Średnioroczne opady wahają się od 127 do 229 mm, natomiast temperatury w lecie dochodzą do 41°C, podczas gdy w zimie spadają do - 31°C. W klasyfikacji klimatów Köppena jest to zimny klimat pustynny (BWk). 